# Numismatische Zeitschrift
Eine numismatische Zeitschrift ist eine Fachzeitschrift auf dem Gebiet der Numismatik (Münzkunde).
Johann David Köhler veröffentlichte seit 1729 mit den Historischen Münzbelustigungen die erste rein numismatische Zeitschrift. Zahlreiche weitere wurden im 19. und 20. Jahrhundert mit dem Aufkommen von Münzsammler-Vereinen gegründet.

## Liste numismatischer Zeitschriften
- American Journal of Numismatics
- Berliner Münzblätter
- Berliner Numismatische Zeitschrift, 1949, Nr. 1
- Blätter für Münzfreunde
- Der Numismatiker
- Deutsche Münzblätter, Herausgegeben von Tassilo Hoffmann und Busso Peus
- Deutsches Münzen Magazin
- Frankfurter Münzzeitung
- Geldgeschichtliche Nachrichten
- Hamburger Beiträge zur Numismatik
- Jahrbuch der Kölner Münzfreunde
- Jahrbuch für Numismatik und Geldgeschichte
- Money Trend
- Münzen Journal
- MünzenRevue
- MünzenWoche Onlineportal mit wöchentlich erscheinendem Newsletter[1]
- Münzen & Sammeln
- Numismatic Chronicle
- Numismatický časopis československý (Numismatische Zeitschrift der Tschechoslowakei), Prag 1925–1952, herausgegeben von der Tschechoslowakischen Numismatischen Gesellschaft (1919–1970)[2]
- Numismatisches Nachrichtenblatt, Regenstauf, herausgegeben von der Deutschen Numismatischen Gesellschaft
- Numismatische Zeitschrift, Wien, herausgegeben von der Österreichischen Numismatischen Gesellschaft
- Numis-Post – Schweizer Magazin für Münzen
- Revue Numismatique
- Schweizer Münzblätter
- Schweizerische Numismatische Rundschau
- Zeitschrift für Numismatik